# 和由布子
和 由布子（かず ゆうこ、1959年〈昭和34年〉4月29日 - ）は、日本の元女優。本名：松山 佐知子（旧姓：富屋）。東京都豊島区出身。夫は歌手の五木ひろし。

## 来歴・人物
香蘭女学校卒業。
1981年のミス着物一になる。1982年、CBSソニーのディレクターからの紹介で会った演出家の和田勉のすすめで女優の道に進む。1年間永曽信夫に師事し、演劇を勉強する。
1983年NHKのドラマ「波の塔」で本格的にデビューする。その後テレビドラマ、映画、舞台に活躍する。
1989年に五木ひろしと結婚して、引退した。現在は3児の母。
芸名の名付け親は和田勉とジェームス三木の合作によるもの。

## 出演作品

### 映画
- 化粧（1984年）『日本アカデミー賞』新人俳優賞
- 海に降る雪（1984年）
- ねずみ小僧怪盗伝（1984年）
- 危険な女たち（1984年）
- 祝辞（1984年）
- ロケーション（1984年）

### テレビドラマ
- 土曜ドラマ / 松本清張シリーズ・波の塔（1983年、NHK） - 田沢輪香子 役
- 東芝日曜劇場 (TBS)
  - 第1409話「愛の献立表」（1984年）
  - 第1447話「やぶ髭ないしょ話」（1984年）
  - 第1476話「赤い夕日」（1985年）
  - 第1548話「憤激の恋」（1986年）
- 女殺油地獄（1984年、NHK）
- 春の波涛（1985年、NHK） - 小照 役
- 花王名人劇場・裸の大将放浪記 (15)「花が咲いたので」（1985年、KTV） - ハルコ（先生）役
- 妻たちの課外授業（1）（1985年、NTV） - 吉沢章子 役
- おさんの恋（1985年10月12日、NHK） - おたま 役
- 木曜ドラマストリート / 三姉妹探偵団（1986年、CX） - 佐々本綾子 役
- 夏樹静子サスペンス (KTV)
  - 「崖の上の女」（1986年）
  - 「誰知らぬ殺意」（1987年）
- 火曜サスペンス劇場 / 署名のない風景画（1986年、NTV） - 市村千世 役
- 金曜女のドラマスペシャル (CX)
  - 「クルーザー殺人事件」（1986年）
  - 「死海の伏流」（1987年）
- 山村美紗サスペンス / 京菓子殺人事件（1986年、KTV）
- 水曜ドラマスペシャル / 生命、ありがとう（1986年、TBS）
- 化身（1987年、KTV）
- 松本清張の絢爛たる流離 第4話 年上令嬢の危険な誘惑（1987年、ANB） - 登代子 役
- 女も男もなぜ懲りない（1987年、CX）
- 土曜ワイド劇場 / 信濃路あずみの殺人行（1987年、ANB）
- 愛人ヨーコの遺書（1988年、CX）
- 火曜スーパーワイド / OL3人娘ぎんぎん恋物語（1988年、ANB）
- 男と女のミステリー / 嫁ぐ日まで（1988年、CX）

### 舞台
- 鬼あざみ